# بلدة نورمان (ميشيغان)
نورمان (بالإنجليزية: Norman Township, Michigan)‏ هي بلدة تقع بولاية ميشيغان في الولايات المتحدة. تبلغ مساحتها 186.9 (كم²)، وترتفع عن سطح البحر 238 م، بلغ عدد سكانها 1676 نسمة في عام تعداد الولايات المتحدة 2000 حسب إحصاء مكتب تعداد الولايات المتحدة وتصل الكثافة السكانية فيها 9.1 نسمة/كم2.

## وصلات خارجية
- http://www.normantownship.org/
- The US50 - Cities and Towns in Michigan State
- Michigan Cities and Towns, Facts, Map, Flag, Colleges, Government, and More